# آیسگارن
آیسگارن (به آلمانی: Eisgarn) یک منطقهٔ مسکونی در اتریش است که در ناحیه گموند واقع شده‌است. آیسگارن ۶۹۴ نفر جمعیت دارد.